# Bataille d'Aduatuca
Guerre des Gaules
Batailles
- Magetobriga (60)
- Arar (58)
- Cavillonum (58)
- Bibracte (58)
- Ochsenfeld (58)
- L'Aisne (57)
- Le Sabis (57)
- Octodure (57)
- Morbihan (navale) (56)
- Vernix (56)
- Expéditions en Bretagne (55 et 54)
- Aduatuca (54)
- Avaricum (52)
- Gergovie (52)
- Lutèce (52)
- Alésia (52)
- Uxellodunum (51)

La bataille d'Aduatuca a lieu en automne -54, probablement dans la vallée du Geer entre les actuelles Tongres et Liège. Cette bataille vit la victoire, lors d'une embuscade, des Éburons, tribu celte belge. Les Romains, encerclés, furent écrasés et leurs deux légats, Quintus Titurius Sabinus et Lucius Aurunculeius Cotta, furent tués au combat. Pour échapper à la captivité, plusieurs légionnaires se suicidèrent. La révolte fit tache d'huile, se répandant chez les Nerviens, qui assiégèrent Quintus Tullius Cicero, frère cadet du célèbre orateur Cicéron. César rétablit la situation, puis — selon ses dires — extermina le peuple éburon, mais leur chef Ambiorix lui échappa.

## Déroulement
Selon Adrien Hock, après la bataille de la Sambre, les troupes romaines sous la conduite de Titus Labienus, Sabinus et Cotta furent envoyées en quartiers d’hiver en Ardenne. Ambiorix, à la tête des Éburons, attaqua par ruse sur le site de La Falise (à Lavacherie, dans le défilé de l’Ourthe, sur le tracé de l’actuelle route N-289 qui relie Lavacherie à Ortheuville) les troupes romaines qui levaient le camp et descendaient la vallée. Au terme d’une journée de combats qui s’achèvent à Prelle (référence au latin Proelium, combat) c’est la déroute romaine. Cette défaite est le plus important revers subi par les Romains durant la guerre des Gaules. Adrien Hock ajoute une description du camp d’Ambiorix (Atuatuca castellum) assortie d’un relevé archéologique, qu’il situe au Cheslain de Sainte Ode.

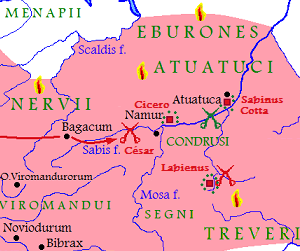
Révolte d'Ambiorix et ses alliés contre les légions romaines en Gaule belgique en 54 av. J.-C., ordre chronologique des évènements :
1. Massacre d'Aduatuca de la légion de Sabinus et Cotta ;
2. Victoire de César contre l'armée qui assiégeait Cicero ;
3. Victoire de Labienus contre les troupes qui l'assiègent.

## Doutes sur les lieux pré-cités
Comme pour beaucoup de batailles de l’Antiquité, les lieux officiellement avancés ne sont toujours qu’hypothétiques. Le lieu même d’Atuatuca (ou Aduatuca) n’est pas clairement identifié, ni même la bataille qui en porte le nom.

### Aduatuca à Tongres?
Tongres fut naturellement identifiée comme le lieu où les légats Romains Quintus Titurius Sabinus et Lucius Aurunculeius Cotta établirent leurs quartiers d’hiver en -54. En effet, la ville en latin porte bien le nom de Atuatuca Tungrorum et apparaît sur la table de Peutinger. Cependant, elle ne fut fondée qu’en -10 soit près de 40 ans après cette bataille ; il est possible qu’un petit oppidum ait précédé la ville même. En effet, César mentionne qu’Atuatuca est « un oppidum éburon situé presque au milieu de leur pays ». Mais le pays des Éburons, ajoute César, est situé en très grande partie « entre la Meuse et le Rhin », ce qui exclut la localisation de Tongres qui se situe à l’ouest de la Meuse et donc pas « au milieu du pays des Éburons ».
Dernier argument mettant en doute la localisation à Tongres : le terme Atuatuca ne serait qu’un nom générique désignant une fortification : id castelli Nomen est. César, ne connaissant pas la signification exacte de ce terme, l'a peut-être pris pour le nom propre d’un établissement éburon. Le terme atuatuca peut avoir désigné n’importe quelle place forte ou oppidum, d’où l’étymologie du nom de la ville de Tongres Atuatuca Tungrorum signifiant simplement place forte des Tongres,.
Tous ces indices mettent à mal l’idée que l’oppidum éburon, site de la défaite romaine, soit précisément la ville de Tongres.

### Autres positions hypothétiques d’Aduatuca
À l’instar de Tongres, il existe d’autres lieux hypothétiques qui pourraient avoir été l’oppidum éburon d’Aduatuca. Si l’on reprend le récit de César, ce lieu devrait être situé entre la Meuse et le Rhin, peut-être à Liège ou aux environs, car c’est là que selon César, vivaient la plupart des Éburons.

#### Chaudfontaine
Albert Grisart pense qu’Atuatuca (ou Aduatuca) serait situé à l’emplacement actuel du fort de Chaudfontaine, à quelques kilomètres au sud de Liège, sur les contreforts de l'Ardenne. En effet, il propose l’idée selon laquelle les hauteurs, les distances (d’avec les camps militaires de Marcus Tullius Cicero et de Titus Labienus), les lieux et même le trajet de sortie de l’armée romaine pour rejoindre le camp de Ciceron, correspondent bel et bien avec les indices des écrits de César.

#### Embourg
Embourg, village voisin de Chaudfontaine, est un autre candidat potentiel. De par la nature étymologique du nom Embourg on considère que la ville actuelle fut bien celle ayant accueilli les Éburons et donc le camp romain d’Atuatuca. On y aurait notamment découvert la présence d’un ancien castrum.
Au lieu-dit La Hazette à proximité du Chession (qui provient aussi de Castrum) on a découvert des vestiges de l’âge du fer, ce qui ajoute un poids conséquent à l’argumentaire en faveur d’Embourg.
Un autre auteur, J. Grandgagnage, partage aussi l’avis que c’est là qu'était centré l’habitat éburon. La tradition locale d’une part et les fouilles au hameau de Sauheid, plus précisément au lieu-dit Palais, rattachent le nom de cet endroit à un lieu qui, comme son nom l’indique, aurait accueilli la demeure d’un roi comme Ambiorix.

#### Honthem (Pays-Bas, province du Limbourg)
Dans son livre " Promenades dans les environs de Visé "  L. Caumartin pense que la bataille eut lieu entre la Meuse et le Rhin et il y identifie même la place forte au village de Honthem, aux Pays-Bas. Il se défend en arguant qu'à cet endroit court une vallée qui descend du village de Sint-Geertruid disposant d'indices topographiques laissant penser que c'est là qu'a eu lieu la bataille.
Il indique qu'il n'y a pas de cours d'eau dans cette vallée. Or César ne mentionne aucun cours d'eau, ce qui signifierait que la vallée en serait dépourvue (contrairement au Geer pour ceux qui situent la bataille dans cette vallée, près de Tongres.)
À l'époque de la parution du livre, en consultant la population des villages de Sint-Geertruid, Honthem et Fouron-le-Comte la tradition orale avance qu'il y a bien longtemps, une bataille sanglante eut lieu dans les environs.
Ensuite, il se base sur l'étymologie de lieux-dits, de creux et de vallons par exemple : 
- Libeek : venant d'un patois néerlandais signifiant ruisseau de sang
- Moerslag : signifiant bataille des marais ou alors issu d'une transformation du mot Roemslag "bataille des Romains"
- Rémersdael : vallée des Romains
- Rombosch : bois des Romains
- Mortsgraven : fossé aux morts
- Bloedgraf : fossé du sang
- Gebrande Grebbe : vallée brûlée

Il indique qu'à Honthem précisément, subsistent des bribes de fortifications qui effleurent à peine le sol, des fossés assez larges qui auraient pu accueillir les cantiniers... Il avance donc Honthem comme Aduatuca d'où descend la fameuse vallée allant vers Sint-Geertruid.

#### Plateau de Caestert (Kanne)
Non loin de Tongres et de Maastricht se trouve un plateau situé au confluant de la Meuse et du Canal Albert. Ce plateau a accueilli un oppidum datant de l'âge du fer et du début de la période romaine selon des relevés dendrologiques. La datation se trouve entre - 200 et - 20. Les archéologues y ont retrouvé des murs d'enceintes en terre et des restes brûlés.
Outre le fait que ce lieu fut habité à la même époque que cette bataille et de ce fait de l'invasion de la Gaule par Jules César, il en ressort aussi que les informations mentionnées par César pour caractériser le lieu semblent aussi conforter cette hypothèse. La forteresse est un plateau située en hauteur qui sépare la Meuse et le Geer (le Canal Albert n'existait pas à l'époque). J. César aurait mentionné la présence d'un obstacle naturel. S'agirait-il de la Meuse ? Il existe aussi une vallée étroite et encaissée qui démarre de ce plateau, la vallée du Geer un cours d'eau mineur. Ce serait donc par cette vallée que les soldats Romains, dirigés par les lieutenants Sabinus et Cotta, auraient quitté le camp pour se faire assaillir de toutes parts par les troupes éburones d'Ambiorix.

#### Dolhain-Limbourg
La ville de Limbourg en province de Liège est aussi un lieu qui aurait pu accueillir l'oppidum des Eburons. Il semblerait qu'on aurait aussi identifié le vallon dans lequel les troupes de la Légion Gemini (De Sabinus et Cotta) furent décimées. Le professeur Kupper de l'Université de Liège place cette défaite dans le val près du lieu-dit de Broux à proximité du Préventorium de Dolhain.

## Sources
- Guerre des Gaules (De Bello Gallico, abrégé BG) de Jules César (BG, V, 24-37).